# Trochosa papakula
Trochosa papakula är en spindelart som först beskrevs av Embrik Strand 1911.  Trochosa papakula ingår i släktet Trochosa och familjen vargspindlar. Inga underarter finns listade i Catalogue of Life.